# Giovanni Ippolito
Giovanni Ippolito (Canicattì, 1881 – San Michele del Carso, 1916) è stato un militare italiano.

## Biografia
Compì i primi studi nella città natale e poi conseguì con il massimo dei voti il diploma di perito minerario. Ben presto raggiunse posti di responsabilità. Ma, scoppiata la prima guerra mondiale, fu chiamato alle armi e inviato sul Carso, dove, in seguito al tracollo di un intero reggimento, si assunse il compito a capo di un battaglione di riconquistare le trincee perdute, riuscendoci in quattro giorni di aspri combattimenti. Ciò gli valse la prima medaglia d'argento.
Pochi giorni dopo, il 6 giugno 1916, ne ottenne un'altra; e infine, sempre sul Carso, si meritò la terza, ma alla memoria.